# Lingvo universala

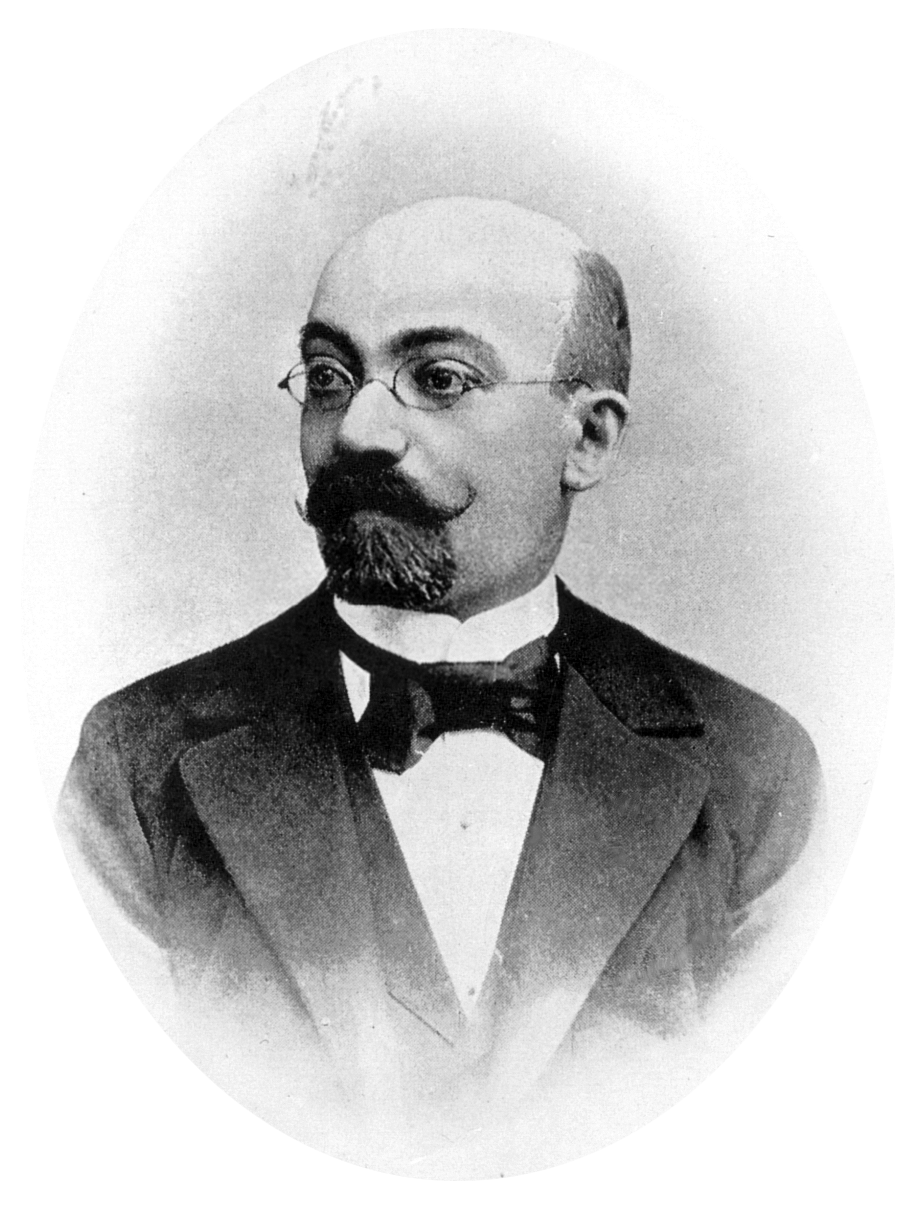
Louis-Lazare Zamenhof, vers 1885.

La Lingvo universala est la deuxième des deux langues créée par Louis-Lazare Zamenhof, avant qu’il ne crée l’espéranto.

## Histoire
Zamenhof reprend son projet au retour de l'université, et améliore sa langue durant les années qui suivirent. Une grande partie de ses meilleures idées sont nées de la nécessité de traduire la littérature et la poésie d'autres langues. Un exemple de cette deuxième étape de la langue est l'extrait d'une lettre de 1881 :
Ma plej kara miko, kvan ma plekulpa plumo faktidźas tiranno pu to. Mo poté de cen taj brivoj kluri, ke sciigoj de fu-ći specco debé blessi tal fradral kordol…
Espéranto actuel : Mia plej kara amiko, neniam mia senkulpa plumo fariĝus tirano por vi. Mi povas de cent viaj leteroj konkludi, ke sciigoj de tiu ĉi speco devas vundi vian fratan koron…
(Mon cher ami, comment ma plume est-elle devenue un tyran pour toi. De la centaine de tes lettres, je peux conclure que des annonces de ce genre doivent blesser ton cœur fraternel…)
En 1887, Zamenhof publie Langue Internationale, où il décrit l'espéranto comme on le connaît aujourd'hui. Dans une lettre adressée à Nikolaï Borovko, il écrit :
J'ai travaillé durant six ans à perfectionner et essayer la langue, ce fut en 1887 qu'elle me parut complètement prête.

## Étude de la langue

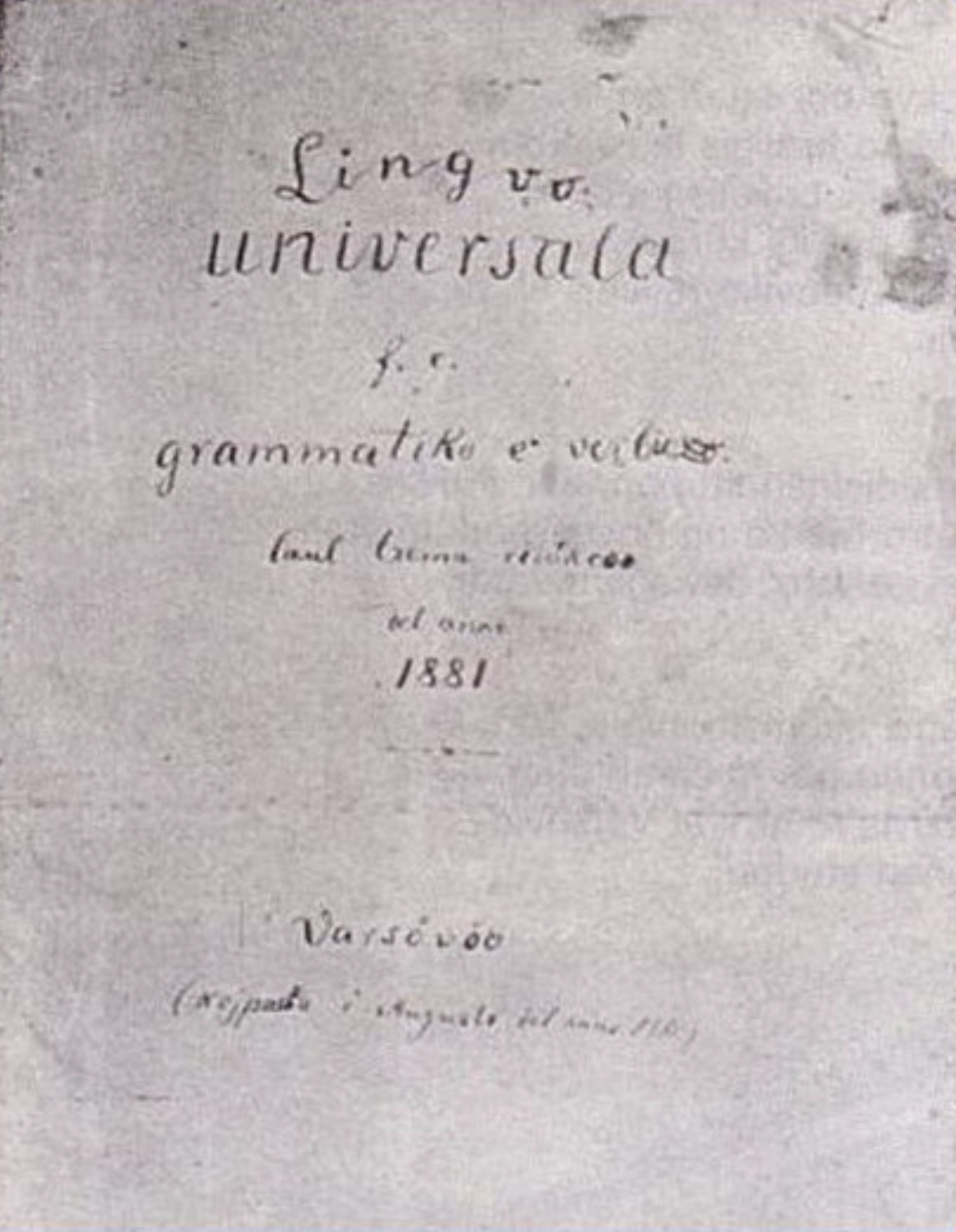
Première page du manuscrit de Zamenhof sur la Lingvo universala.

### Alphabet
L'alphabet comporte toutes les lettres suivantes : a á b c ć d dź e é f g h ħ i j k l m n o ó p r s ś t u ŭ v z ź.

### Prononciation
La Lingvo universala a les mêmes phonèmes que l’espéranto. Pour Kiselman, l’accent tonique est, comme en espéranto, porté sur l’avant-dernière syllabe, sauf pour trois des six formes verbales, pour lesquelles l’accent tombe sur la dernière syllabe.

### Classes grammaticales
En Lingvo universala, tout comme l’espéranto, les noms finissent par -o, les adverbes par -e, les adjectifs par -a et les verbes à l’infinitif par -i.
| Temps/Mode   | Terminaison | Exemples                   |
| ------------ | ----------- | -------------------------- |
| Présent      | -é, -è      | rajiśé, faktidźé, malviské |
| Imparfait    | -á, -à      | sidá, brulá, vididźá       |
| Prétérit     | -u          | vidu, levu, ektisku        |
| Futur        | -uj         | sciidźuj                   |
| Volitif      | -ó          | alló, fajfó, potó          |
| Conditionnel | -as         | debas                      |

### Mots-simples
La Lingvo universala, comme l’espéranto, possède des mots-simples (« tabelvortoj » en espéranto ; littéralement « mots du tableau »), construits à partir de 14 affixes : cinq préfixes et neuf suffixes. Ainsi, le préfixe ći- (chaque) et le suffixe -an (temps) donne le mot-simple ćian (tout le temps). 
| Préfixe | Équivalent en espéranto | Signification        |
| ------- | ----------------------- | -------------------- |
| k-      | i-                      | indéfini             |
| f-      | ti-                     | démonstratif         |
| kv-     | ki-                     | interrogatif/relatif |
| ći-     | ĉi-                     | collectif            |
| fi-     | neni-                   | négatif              |

| Suffixe | Équivalent en espéranto | Signification |
| ------- | ----------------------- | ------------- |
| -u      | -u                      | individu      |
| -a      | -a                      | qualité       |
| -o      | -o                      | chose         |
| ?       | -es                     | possession    |
| -i      | -e                      | emplacement   |
| -an     | -am                     | temps         |
| -ej     | -al                     | cause         |
| -e      | -el                     | manière       |
| -om     | -om                     | quantité      |

Seuls 13 des éléments sont attestés : le corpus ne contient pas d’élément correspondant au suffixe -es en espéranto. Il est donc possible de reconstruire uniquement 40 mots-simples. Parmi ces 40, seuls 21 sont attestés dans le corpus,.

### Pronoms
| Pronoms               | Singulier | Pluriel |
| --------------------- | --------- | ------- |
| 1re personne          | mo        | no      |
| 2e personne           | to        | vo      |
| 3e personne           | ro, śo    | po      |
| 3e personne réflexive | so        | so      |
|                       | o         |         |